# Celestynów (powiat Zwoleński)
Celestynów is een dorp in het Poolse woiwodschap Mazovië, in het district Zwoleński. De plaats maakt deel uit van de gemeente Zwoleń en ligt 8 km ten oosten van de stad Zwoleń en 106 km ten zuidoosten van de Poolse hoofdstad Warschau.